# AT&T Canada Senior Open Championship
Het AT&T Canada Senior Open Championship was een jaarlijks golftoernooi in Canada dat deel uitmaakte van de Champions Tour. 
Het toernooi werd gespeeld in een strokeplay-formule met drie ronden en er was geen cut.

## Geschiedenis
In 1981 werd het toernooi opgericht als de Peter Jackson Champions. De eerste editie werd gewonnen door de Amerikaan Miller Barber. Het toernooi werd van 1986 tot 1995 niet georganiseerd. De laatste editie vond plaats in 2002.

## Winnaars
Peter Jackson Champions
- 1981:  Miller Barber
- 1982:  Bob Goalby
- 1983:  Don January

du Maurier Champions
- 1984:  Don January
- 1985:  Peter Thomson
- 1986/95: Geen toernooi
- 1996:  Charles Coody
- 1997:  Jack Kiefer

AT&T Canada Senior Open Championship
- 1998:  Brian Barnes
- 1999:  Jim Ahern
- 2000:  Tom Jenkins
- 2001:  Walter Hall
- 2002:  Tom Jenkins

AT&T Canada Senior Open Championship ·
AT&T Champions Classic ·
Atlantic City Senior International ·
Bank of America Championship ·
Bank One Classic ·
Bank One Senior Championship ·
Boeing Championship at Sandestin ·
Boone Valley Classic ·
Cap Cana Championship ·
Champions Classic ·
Columbus Southern Open ·
Comfort Classic ·
Commerce Bank Championship ·
Constellation Energy Classic ·
Crestar Classic ·
Dallas Reunion Pro-Am ·
Daytona Beach Seniors Golf Classic ·
Denver Champions of Golf ·
Doug Sanders Celebrity Classic ·
Eureka Federal Savings Classic ·
Fairfield Barnett Space Coast Classic ·
Farmers Charity Classic ·
FHP Health Care Classic ·
Gatlin Brothers Southwest Senior Classic ·
Ginn Championship at Hammock Beach ·
Gold Rush Classic ·
Greater Hickory Classic at Rock Barn ·
Greater Kansas City Golf Classic ·
Greenbrier American Express Championship ·
GTE Northwest Classic ·
Gulfstream Aerospace Invitational ·
Hall of Fame Tournament ·
Home Depot Invitational ·
Instinet Classic ·
Johnny Mathis Seniors Classic ·
Ko Olina Senior Invitational ·
Kroger Classic ·
Las Vegas Senior Classic ·
LiquidGolf.com Invitational ·
MasterCard Classic ·
Michelob Senior Classic ·
MONY Arizona Classic ·
MONY Syracuse Senior Classic ·
Music City Championship at Gaylord Opryland ·
Napa Valley Championship ·
Nationwide Championship ·
Newport Cup ·
NFL Golf Classic ·
NYNEX Commemorative ·
Pepsi Senior Challenge ·
Pittsburgh Senior Classic ·
Puerto Vallarta Blue Agave Golf Classic ·
Quadel Seniors Classic ·
Regions Charity Classic ·
RJR Championship ·
Roy Clark/Skoal Bandit Senior Challenge ·
Royal Caribbean Golf Classic ·
SBC Senior Open ·
Seiko-Tucson Senior Match Play Championship ·
Seniors International Golf Championship ·
Shearson-Lehman Brothers Senior Classic ·
Siebel Classic in Silicon Valley ·
Songdo IBD Championship ·
Sunwest Bank Charley Pride Senior Golf Classic ·
Treasure Coast Classic ·
Triton Financial Classic ·
Turtle Bay Championship ·
Uniting Fore Care Classic